# 莫桑比克—葡萄牙關係
莫桑比克-葡萄牙关系（葡萄牙語：Relações entre Moçambique e Portugal）是莫桑比克和葡萄牙之间的外交关系。两国均为葡萄牙語國家共同體的成员。莫桑比克曾经是葡萄牙帝国的殖民地，莫桑比克独立战争结束后，莫桑比克于1975年从葡萄牙独立，迄今仍然维持着良好的政治、经济关系，葡萄牙语也是莫桑比克的官方语言。

## 葡萄牙的援助
葡萄牙的公司在莫桑比克拥有巨大的投资市场。葡萄牙政府也在其他领域继续援助莫桑比克，并协助莫桑比克政府培训新军及警察。
2008年7月，莫桑比克和葡萄牙签署了一项协议，建立一个基金，以支持对莫桑比克能源部门价值1.24亿美元的投资。
2008年7月，葡萄牙取消了莫桑比克欠葡萄牙的剩余债务，这些债务估计为3.934亿美元，这些债务是从莫桑比克独立到2005年积累起来的。

## 常驻外交使团
- 莫桑比克在里斯本设有大使馆，在波尔图设有总领事馆。
- 葡萄牙在马普托有大使馆，在贝拉有总领事馆。

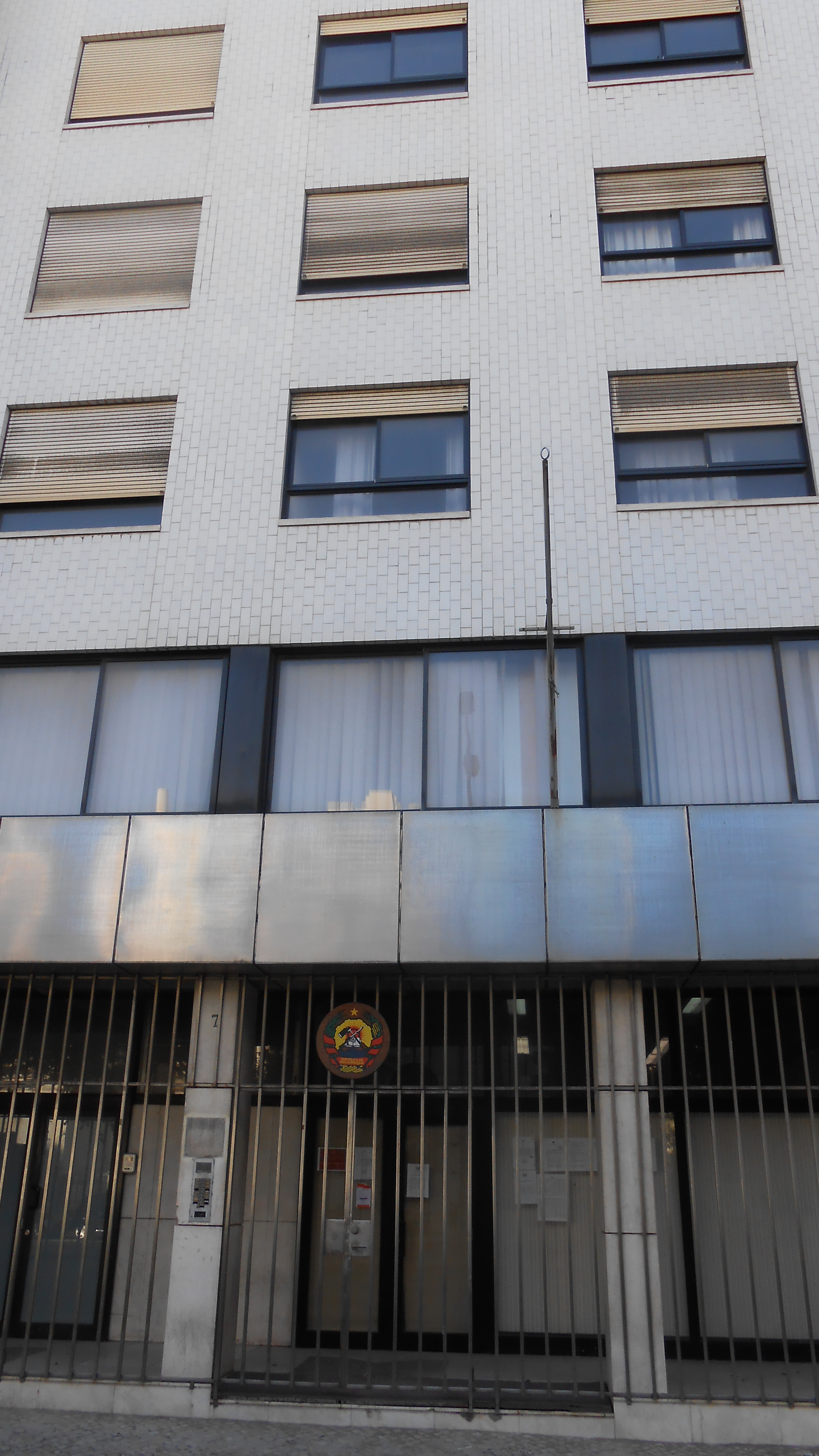
莫桑比克驻里斯本大使馆
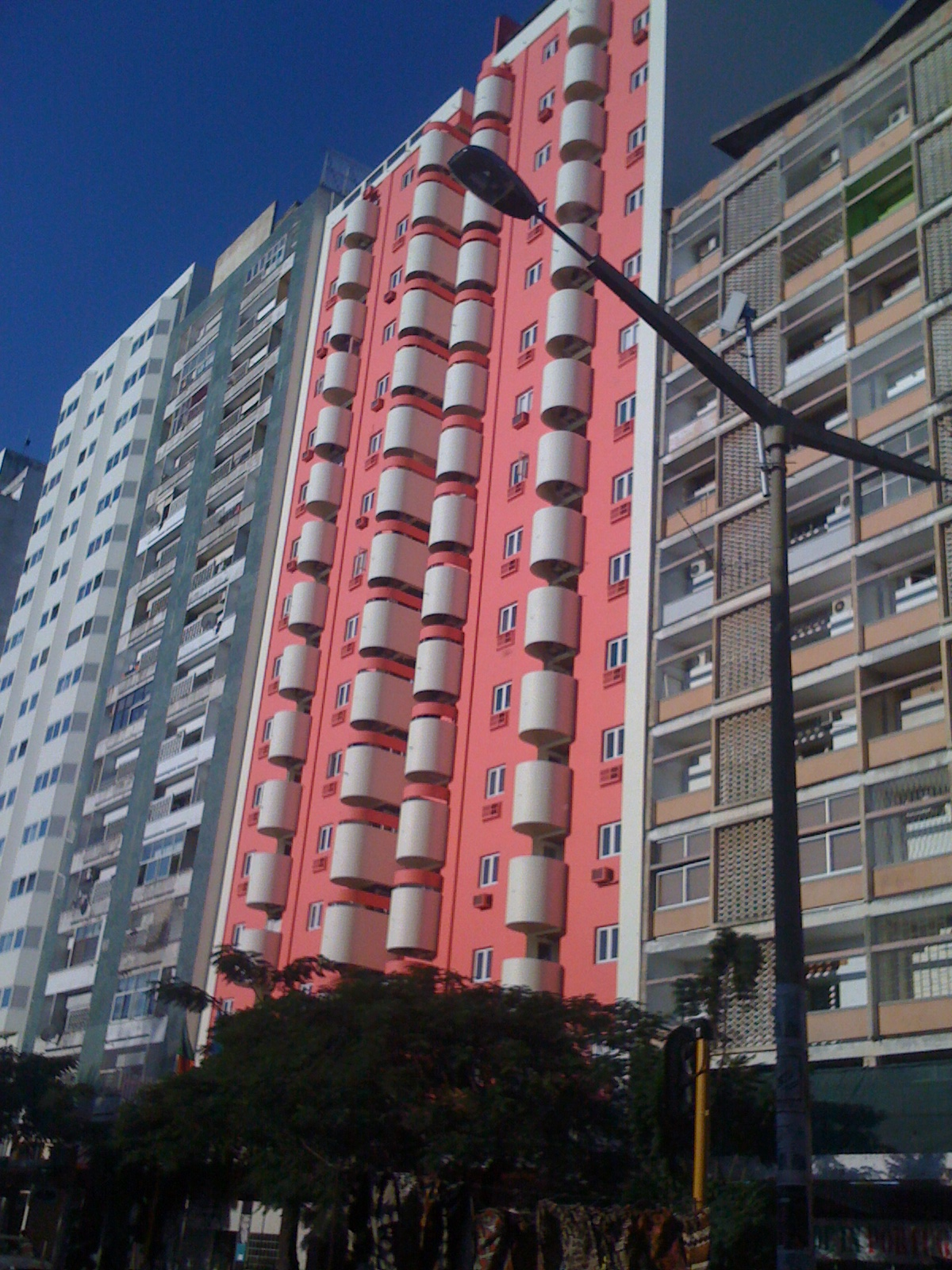
葡萄牙驻马普托大使馆